# Marc-Roger Normand
Pour les articles homonymes, voir Normand (homonymie).
Œuvres principales
Livre de tablature de clavescin (ca. 1695)
Marc-Roger Normand surnommé Couprin ou Coprino (Chaumes-en-Brie, décembre 1663– 25 janvier 1734) est un musicien (organiste, claveciniste) d'origine française qui fit carrière à Turin à la cour du royaume de Sardaigne.

## Biographie
Marc-Roger Normand est membre de la célèbre famille des Couperin par sa mère Élisabeth Couperin (1636-1705), sœur de Louis et tante de François « le Grand » – est donc cousin germain de François. Il est le cinquième enfant de la famille et le dernier musicien
de la famille Couperin à être né à Chaumes-en-Brie. Mais l'on ne sais rien de son éducation musicale qui a dû se dérouler entre 1673–1687, probablement sous la direction de ses oncles et dans un environnement proche de Michel-Richard de Lalande, organiste de l’église Saint-Jean-en-Grève, en face du logement parisien des Couperin. On trouve une pièce dans le recueil manuscrit cité plus bas, d'un de ses élèves, Militon. François I Couperin (c. 1631–c. 1710) frère de Louis, était très réputé comme professeur de clavecin. De même un autre membre de la famille, Charles II Couperin (1638–1679), tant compositeur que claveciniste et organiste a également pu former leur jeune neveu.
Marc-Roger Normand cherche fortune en Italie. Il s'installe à Turin en 1687 et y effectue toute sa carrière. Il est cité pour la première fois en janvier 1688, quand il tient le clavecin pour un opéra, Amore vendicato de Giovanni Carisio. Le nom de Couperin étant beaucoup plus illustre que celui de son père (Marc Normand), il est souvent cité comme le « Couperin de Turin ». Dans les documents officiels, il est parfois nommé « Marco Rogero Normano », mais plus souvent « Couperin », ou plutôt « Couprin », « Coprin », « Cuoprin », « Coprino » ou « Coperino ». Il est professeur de clavecin des princesses de Carignan (1690) et du prince Emmanuel Philibert (jusqu'en 1703). Il obtient le poste d’organiste de la chapelle royale de Turin et termine son illustre carrière comme contrôleur de la musique.
François Couperin écrit dans la préface de son recueil de sonates Les Nations, qu'elles lui auraient été envoyées par un parent qu'il a auprès du roi de Sardaigne : il s'agit de Marc-Roger Normand.

## Manuscrit
On a découvert en 1997, un recueil manuscrit de 70 pièces de clavecin qui date de 1695 environ, dont le copiste a été reconnu comme étant Marc-Roger Normand. Le titre est le suivant : « Livre de tablature de clavescin de Monsieur de Druent, écrit par Couperin ». Ce recueil comprend des œuvres de Normand lui-même et d'autres compositeurs important ou peu connus, présents uniquement dans cette copie ; notamment une allemande de Le Bègue, des pièces de d'Anglebert et Chambonnières, des transcriptions de Lully. Certaines pièces attribuées antérieurement à Louis Couperin (notamment les Doubles), pourraient être du neveu, Marc-Roger Normand Couperin. Il a été publié en fac-similé à Genève, aux Éditions Minkoff en 1998.
Monsieur de Druent, est le comte Ottavio Provana di Druent – Druento est une petite ville près de Turin – était un intime du prince. Marc-Roger logeait chez les Druent, aujourd'hui nommé Palais Barolo.

## Discographie
- Livre de Tablature de Clavescin - Davitt Moroney, clavecin John Phillips (Berkeley 1997), d'après Nicolas Dumont 1707 et virginal italien (anonyme du 17e siècle) (29–31 juillet et 1er août 1999, Hyperion CDA67164) (OCLC 43262740)

## Source
- (fr) Davitt Moroney (Clavecin), « Livre de Tablature de Clavescin », p. 17–25, Londres, Hyperion (CDA67164), 1999 (Lire en ligne) .
- Livre de tablature de clavescin de Monsieur de Druent / Marc Roger Normand alias Couperin de Turin. Introduction et notes de Davitt Moroney, Genève, Minkoff, 1998. (Épuisé)

## Lien contextuel
- Famille Couperin